# Nicolaas Nederpeld
Nicolaas Nederpeld (11 de novembro de 1886 – 6 de junho de 1969) foi um esgrimista holandês que participou dos Jogos Olímpicos de Verão de 1924 e de 1928, sob a bandeira dos Países Baixos.